# Amanda (teleregény)
Az Amanda chilei teleregény, melyet 2020. január 10-étől sugároz a TV2. Az Amanda első része 2016-ban került képernyőre a chilei Mega televízióban, ahol 170 részen keresztül 2017 nyaráig volt látható.

## Történet
A történet szerint Amanda 15 év után visszatér a Santa Cruz birtokra, hogy bosszút álljon egy gazdag családon azért, amiért egykoron a négy fivér megerőszakolta őt. Új személyazonosságot talál ki magának és a birtokon vállal munkát, lassan pedig a család összes tagjának bizalmába férkőzik, miközben egyikük sem sejti, ki is ő valójában.

## Szereplők
| Szereplő                         | Színész                      | Magyar hang       |
| -------------------------------- | ---------------------------- | ----------------- |
| Amanda Solís / Margarita Gálvez  | Daniela Ramírez              | Mórocz Adrienn    |
| Víctor Reyes / Víctor Santa Cruz | Felipe Contreras             | Varga Rókus       |
| Luciano Santa Cruz               | Carlos Díaz                  | Holl Nándor       |
| Claudio Santa Cruz               | Álvaro Gómez                 | Pál Tamás         |
| Mateo Santa Cruz                 | Ignacio Garmendia            | Kékesi Gábor      |
| Bruno Santa Cruz                 | Pedro Campos                 | Nikas Dániel      |
| Catalina Minardi                 | Loreto Valenzuela            | Molnár Zsuzsa     |
| Josefina Undurraga               | Ignacia Baeza                | Vadász Bea        |
| Gloria Cisternas                 | Adela Secall                 | Mezei Kitty       |
| Elcira Morales                   | Josefina Velasco             | Ősi Ildikó        |
| Yolanda Salgado                  | Teresita Reyes               | Szórádi Erika     |
| Melisa Arenas                    | Carolina Arredondo           | Vági Viktória     |
| Leonel "Leo" Reyes               | Ariel Mateluna               | Ungvári Gergő     |
| Juvenal Reyes                    | Ariel Mateluna               | Vida Péter        |
| Gladys Aguirre                   | Bárbara Mundt                | Farkasinszky Edit |
| Anita Santa Cruz                 | Teresita Commentz            | Gyarmati Laura    |
| Celeste Cisternas                | María de los Ángeles Burrows | Csifó Dorina      |
| Pilar Santa Cruz                 | Emilia Neut                  |                   |
| Diego Santa Cruz                 | Borja Larraín                |                   |
| Miguel Gálvez                    | Jaime Omeñaca                |                   |
| Alfonso Undurraga                | Osvaldo Silva                |                   |
| Bernardita Del Valle             | Caterina Espinosa            |                   |
| Juan José Palacios               | Sebastián Arrigorriaga       | Seder Gábor       |
| José "Pepe" Céspedes             | Camilo Polanco               |                   |
| "El Negro" Lara                  | Simón Pascal                 | Bergendi Áron     |
| Guillermo "El Loco Guille"       | Francisco González           |                   |
| Gabriel Rubinstein               | Felipe Castro                |                   |
| Fernando "Feña"                  | Ignacio Susperreguy          |                   |
| Andrea Curinao                   | Mónica Illanes               |                   |
| Daniel Quintana                  | Nahuel Cantillano            |                   |
| La Cirujana                      | Scarleth Flores              |                   |
| El Toro                          | Ignacio Cárdenas             |                   |

## Magyar változat
- Felolvasó: Zahorán Adrienne
- Magyar szöveg: Seress Bernadett
- Hangmérnök: Csuka Marcell
- Gyártásvezető: Masoll Ildikó
- Szinkronrendező: Vági Tibor

A szinkront a TV2 Csoport megbízásából a Masterfilm Digital készítette.

## Epizódok listája
ugrás ide: Az Amanda epizódjainak listája
| Évad | Évad | Chilei epizódok száma | Magyar epizódok száma | Eredeti sugárzás   | Eredeti sugárzás | Magyar sugárzás (TV2) | Magyar sugárzás (TV2) |
| Évad | Évad | Chilei epizódok száma | Magyar epizódok száma | Évadpremier        | Évadfinálé       | Évadpremier           | Évadfinálé            |
| ---- | ---- | --------------------- | --------------------- | ------------------ | ---------------- | --------------------- | --------------------- |
|      | 1.   | 170                   | 109                   | 2016. november 22. | 2017. július 25. | 2020. január 10       | 2020. június 16.      |